# Espas
Espas (Espans en gascon) est une commune française située dans le département du Gers (32), en région Occitanie. Sur le plan historique et culturel, la commune est dans le Bas-Armagnac, ou Armagnac noir, un pays s'inscrivant entre les vallées de l'Auzoue, la Gélise, la Douze et du Midou.
Exposée à un climat océanique altéré, elle est drainée par la Douze, le Tuzon et par divers autres petits cours d'eau. La commune possède un patrimoine naturel remarquable : deux sites Natura 2000 (les « étangs d'Armagnac » et « la Gélise ») et cinq zones naturelles d'intérêt écologique, faunistique et floristique.
Espas est une commune rurale qui compte 132 habitants en 2022, après avoir connu un pic de population de 622 habitants en 1831.  Ses habitants sont appelés les Espasiens ou  Espasiennes.
Le patrimoine architectural de la commune comprend un immeuble protégé au titre des monuments historiques : le château, classé en 1979.

## Géographie

### Localisation
La commune est située à mi-chemin entre Nogaro et Eauze. Elle est située à environ 3 km de Manciet et à 3 km de la route nationale 124 qui relie Auch puis Toulouse.
Cette commune est proche du département des Landes ; elle est d'ailleurs plus proche de Mont-de-Marsan (préfecture des Landes) que d'Auch (la préfecture du Gers).
Elle est aussi à quelques kilomètres de Vic-Fezensac.

### Communes limitrophes
Les communes limitrophes sont  Avéron-Bergelle, Bascous, Dému, Manciet et Séailles.
|                 | Manciet  | Bascous |
| Avéron-Bergelle | Espas    | Dému    |
|                 | Séailles |         |

### Géologie et relief
L'altitude de la commune varie entre 119 et 221 mètres.
Espas se situe en zone de sismicité 1 (sismicité très faible).

### Hydrographie

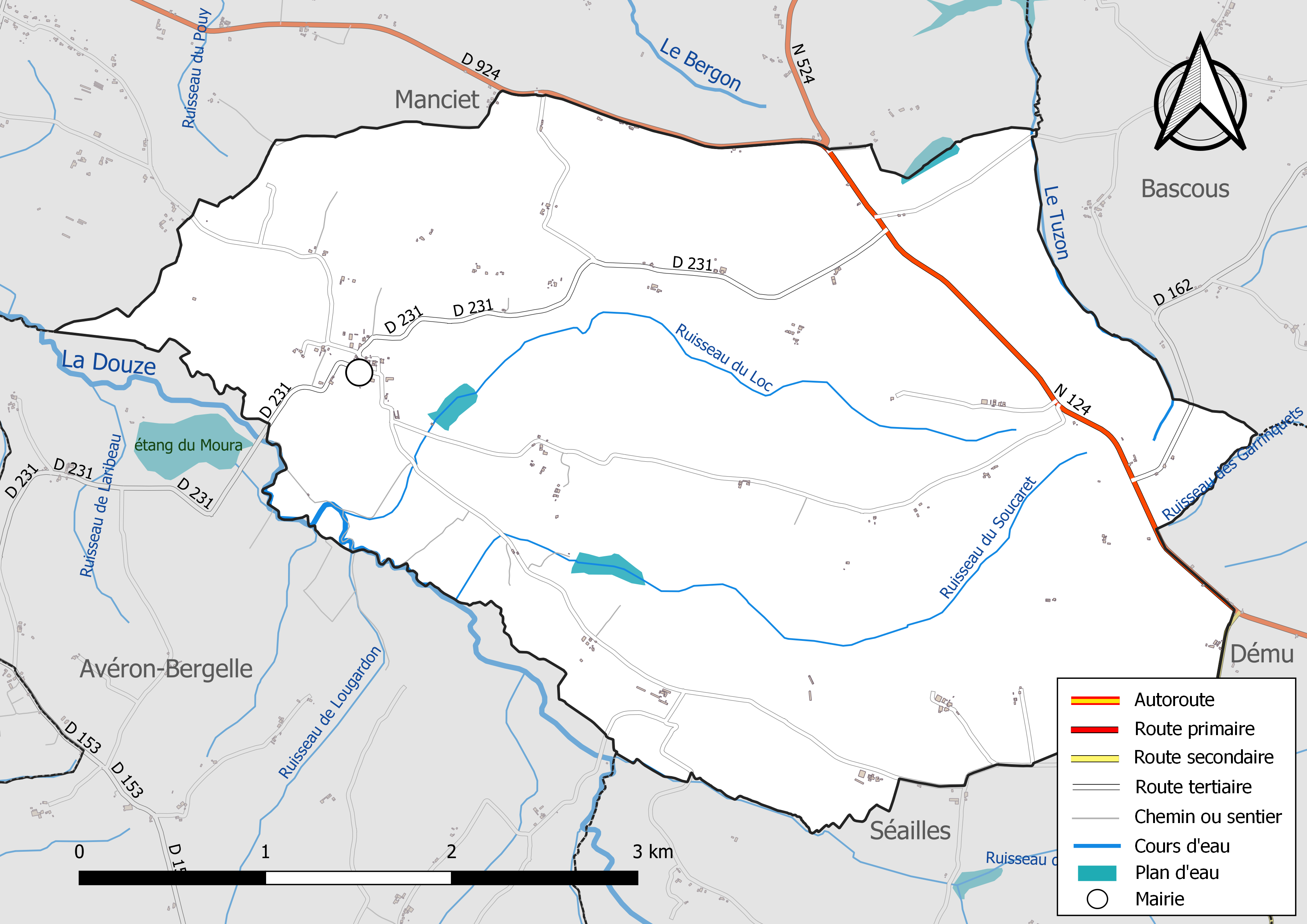
Réseaux hydrographique et routier d'Espas.

La commune est pour partie dans le bassin de l'Adour et pour partie dans le bassin de la Garonne, au sein du bassin hydrographique Adour-Garonne. Elle est drainée par la Douze, le Tuzon, le ruisseau de Lougardon, le ruisseau des Garrinquets, le ruisseau du Loc, le ruisseau du Pesqué, le ruisseau du Soucaret et par un petit cours d'eau, qui constituent un réseau hydrographique de 11 km de longueur totale,.
La Douze, d'une longueur totale de 123,5 km, prend sa source dans la commune de Gazax-et-Baccarisse et s'écoule du sud-est vers le nord-ouest puis vers le sud. Elle traverse la commune et se jette dans la Midouze à Mont-de-Marsan, après avoir traversé 34 communes.

### Climat
Pour des articles plus généraux, voir Climat de l'Occitanie et Climat du Gers.
En 2010, le climat de la commune est de type climat du Bassin du Sud-Ouest, selon une étude s'appuyant sur une série de données couvrant la période 1971-2000. En 2020, Météo-France publie une typologie des climats de la France métropolitaine dans laquelle la commune est exposée à un climat océanique altéré et est dans la région climatique Aquitaine, Gascogne, caractérisée par une pluviométrie abondante au printemps, modérée en automne, un faible ensoleillement au printemps, un été chaud (19,5 °C), des vents faibles, des brouillards fréquents en automne et en hiver et des orages fréquents en été (15 à 20 jours).
Pour la période 1971-2000, la température annuelle moyenne est de 13,4 °C, avec une amplitude thermique annuelle de 15,2 °C. Le cumul annuel moyen de précipitations est de 888 mm, avec 10,7 jours de précipitations en janvier et 6,7 jours en juillet. Pour la période 1991-2020, la température moyenne annuelle observée sur la station météorologique la plus proche, située sur la commune de Lupiac à 14 km à vol d'oiseau, est de 13,8 °C et le cumul annuel moyen de précipitations est de 879,7 mm,. Pour l'avenir, les paramètres climatiques de la commune estimés pour 2050 selon différents scénarios d'émission de gaz à effet de serre sont consultables sur un site dédié publié par Météo-France en novembre 2022.

### Milieux naturels et biodiversité

#### Réseau Natura 2000

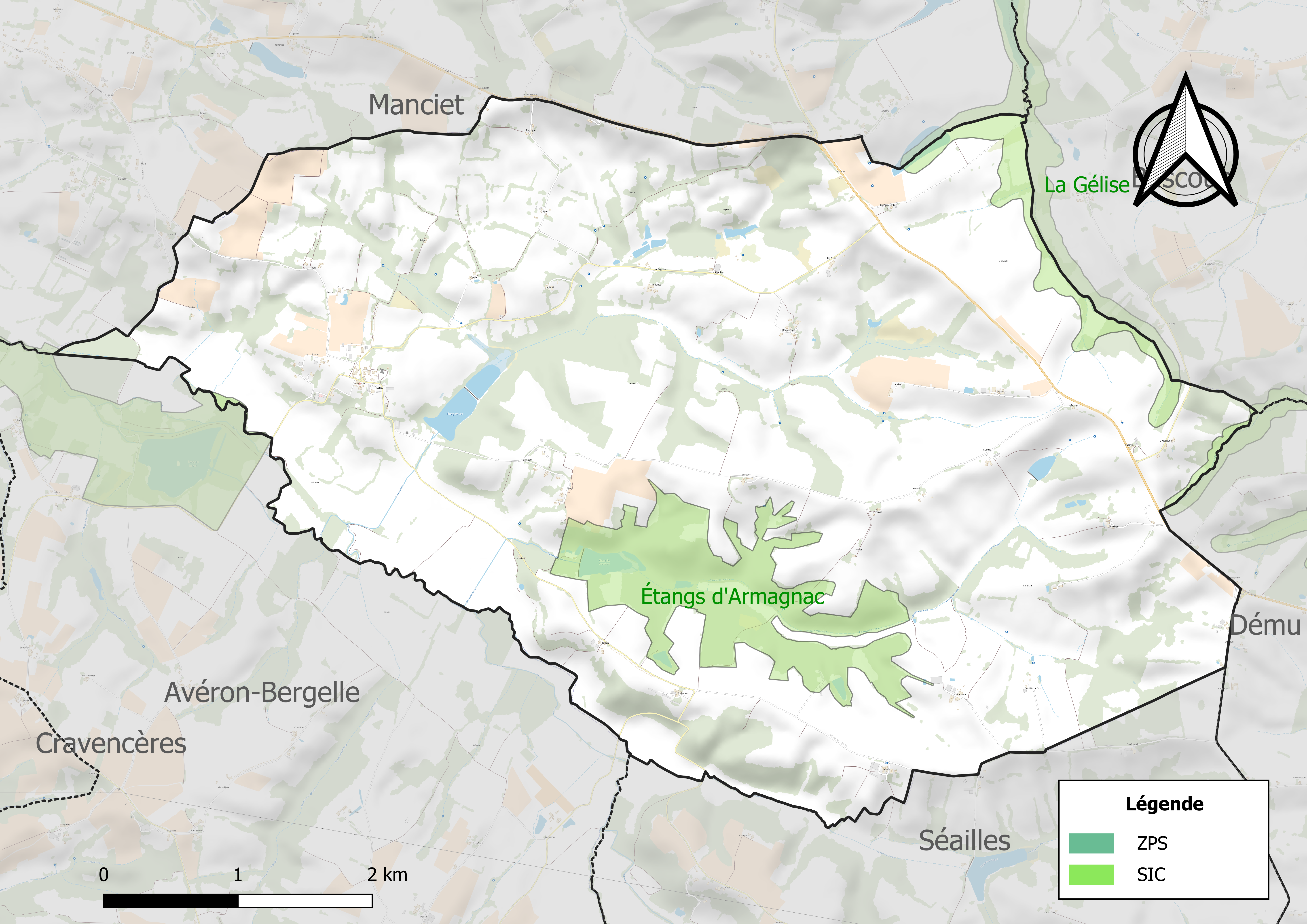
Sites Natura 2000 sur le territoire communal.

Le réseau Natura 2000 est un réseau écologique européen de sites naturels d'intérêt écologique élaboré à partir des directives habitats et oiseaux, constitué de zones spéciales de conservation (ZSC) et de zones de protection spéciale (ZPS).
Deux sites Natura 2000 ont été définis sur la commune au titre de la directive habitats :
- les « étangs d'Armagnac », d'une superficie de 1 028 ha, un site éclaté composé de plusieurs étangs et leurs abords, d'une zone bocagère, d'une zone forestière et marécageuse, dans le bassin versant de l'Armagnac comprenant les principales populations de la Cistude d'Europe (présence de la plus grande population pour Midi-Pyrénées)[15] ;
- « la Gélise », d'une superficie de 3 785 ha, un espace offrant de nombreux habitats et habitats d'espèces d'intérêt communautaire, du fait de la diversité des territoires traversés par la Gélise et ses affluents, combinés au fonctionnement particulier du lit majeur et à la gestion actuelle des milieux[16].

#### Zones naturelles d'intérêt écologique, faunistique et floristique
L’inventaire des zones naturelles d'intérêt écologique, faunistique et floristique (ZNIEFF) a pour objectif de réaliser une couverture des zones les plus intéressantes sur le plan écologique, essentiellement dans la perspective d’améliorer la connaissance du patrimoine naturel national et de fournir aux différents décideurs un outil d’aide à la prise en compte de l’environnement dans l’aménagement du territoire.
Trois ZNIEFF de type 1 sont recensées sur la commune :
- l'« étang du Moura et milieux bocagers environnant la Douze » (165 ha), couvrant 4 communes du département[18] ;
- l'« étang du Soucaret » (113 ha)[19] ;
- l'« étang et bois du Loc » (60 ha)[20] ;

et deux ZNIEFF de type 2, : 
- « la Douze et milieux annexes » (11 575 ha), couvrant 29 communes dont 26 dans le Gers et trois dans les Landes[21] ;
- « la Gélise et milieux annexes » (6 362 ha), couvrant 18 communes dont 13 dans le Gers, trois dans les Landes et deux dans le Lot-et-Garonne[22].

Carte des ZNIEFF de type 1 et 2 à Espas.
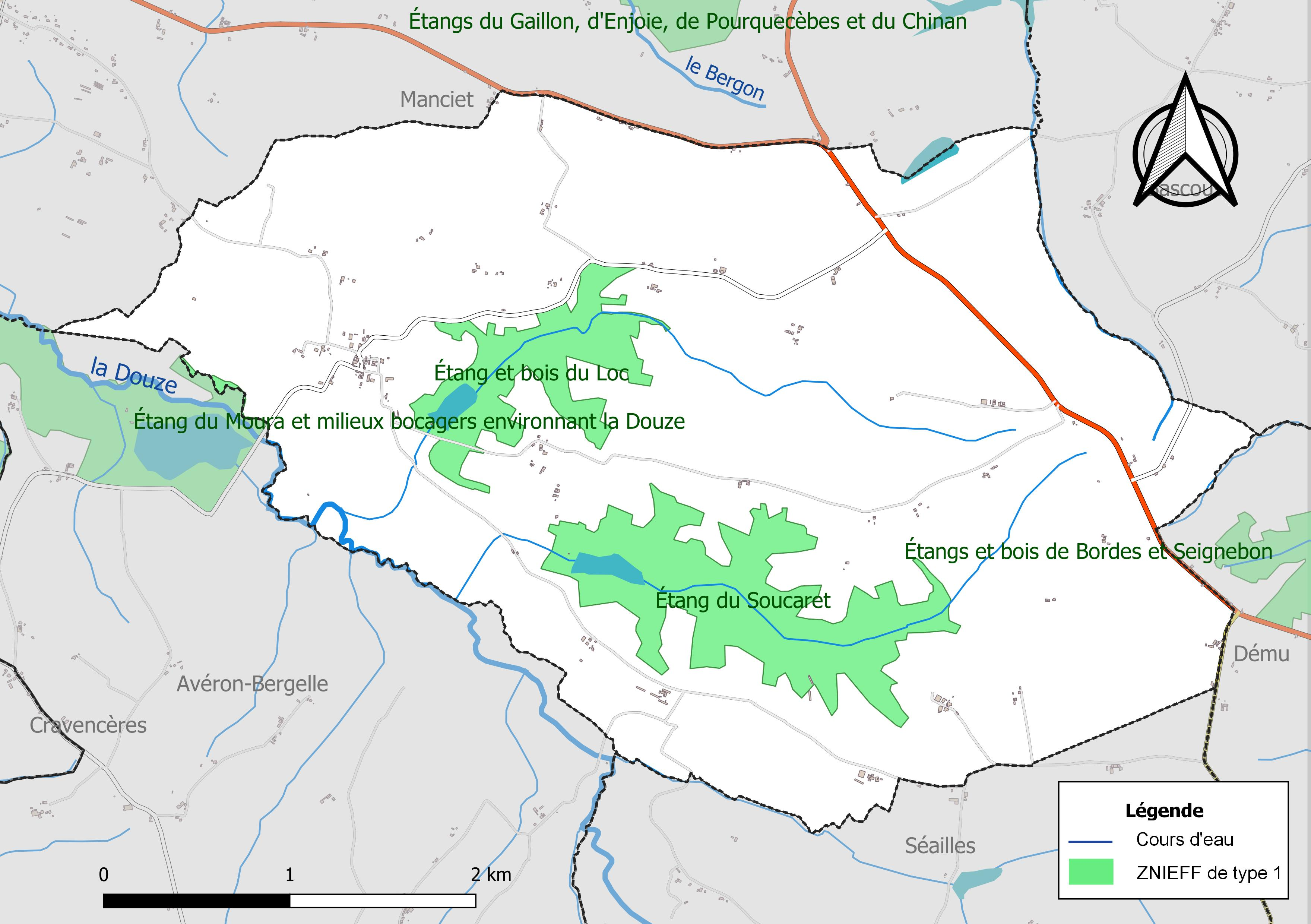
Carte des ZNIEFF de type 1 sur la commune.
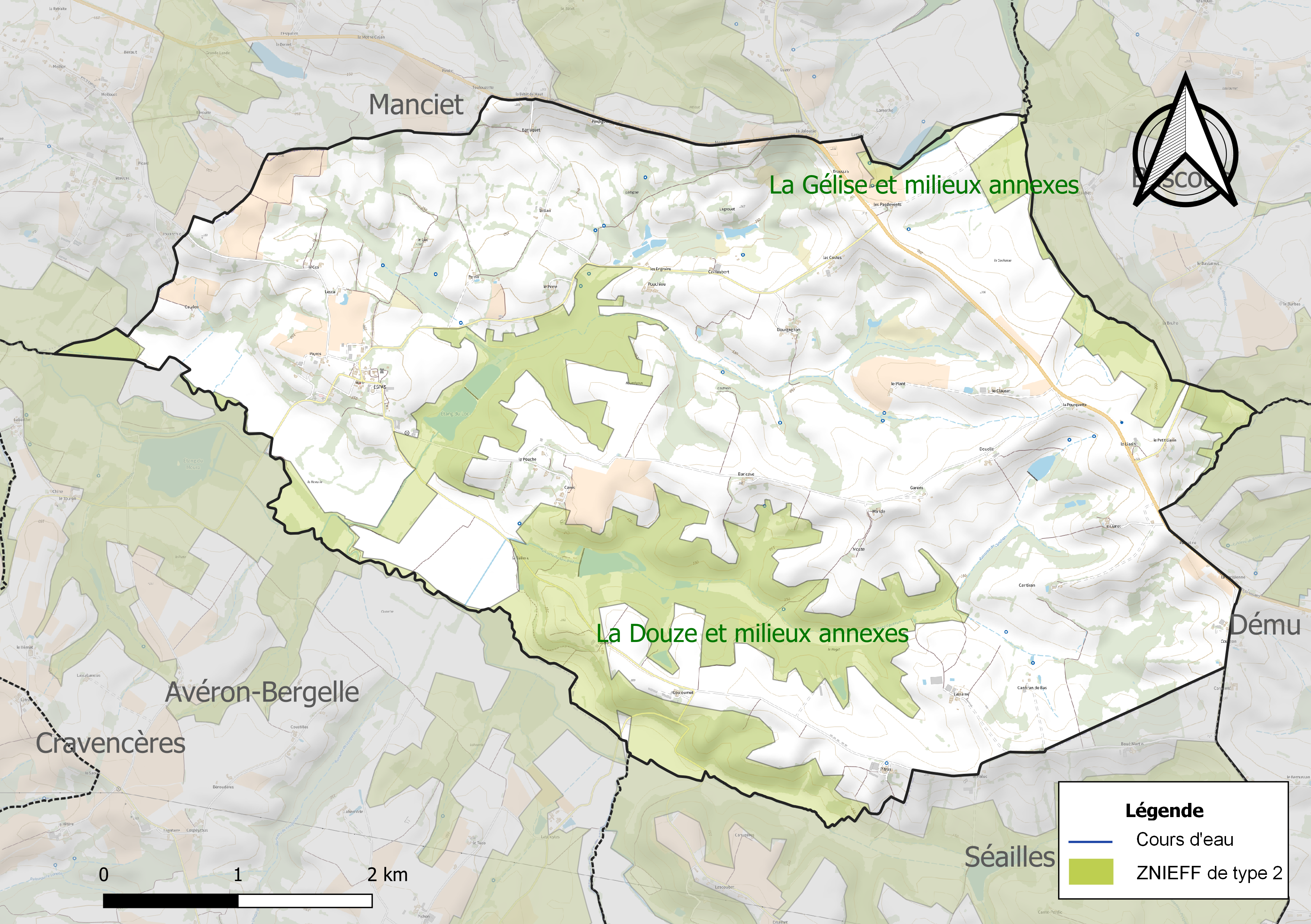
Carte des ZNIEFF de type 2 sur la commune.

## Urbanisme

### Typologie
Au 1er janvier 2024, Espas est catégorisée commune rurale à habitat très dispersé, selon la nouvelle grille communale de densité à sept niveaux définie par l'Insee en 2022.
Elle est située hors unité urbaine et hors attraction des villes,.

### Occupation des sols
L'occupation des sols de la commune, telle qu'elle ressort de la base de données européenne d’occupation biophysique des sols Corine Land Cover (CLC), est marquée par l'importance des territoires agricoles (87 % en 2018), une proportion sensiblement équivalente à celle de 1990 (86,3 %). La répartition détaillée en 2018 est la suivante : 
zones agricoles hétérogènes (49,5 %), prairies (19,5 %), terres arables (17,1 %), forêts (13 %), cultures permanentes (0,9 %). L'évolution de l’occupation des sols de la commune et de ses infrastructures peut être observée sur les différentes représentations cartographiques du territoire : la carte de Cassini (XVIIIe siècle), la carte d'état-major (1820-1866) et les cartes ou photos aériennes de l'IGN pour la période actuelle (1950 à aujourd'hui).

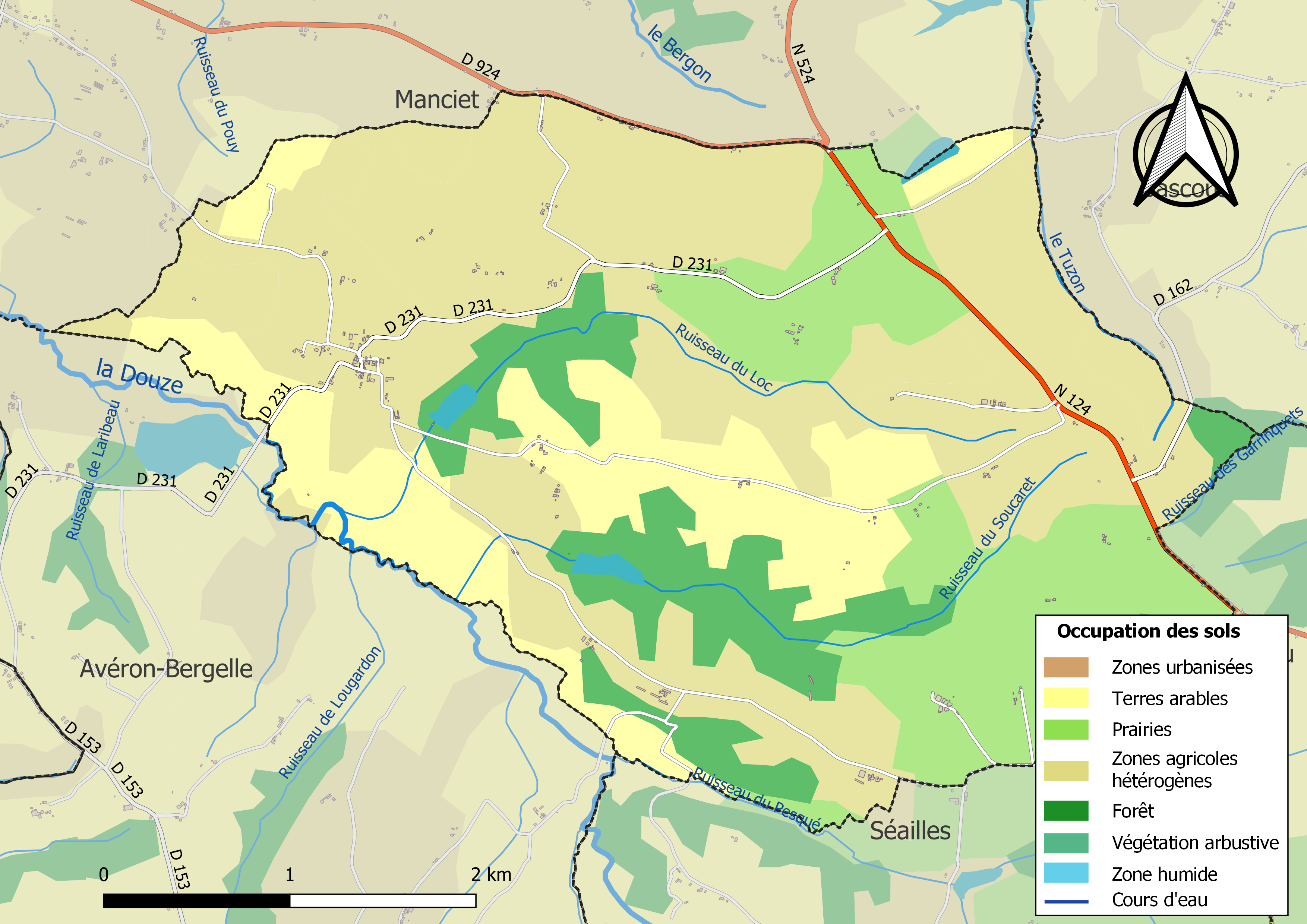
Carte des infrastructures et de l'occupation des sols de la commune en 2018 (CLC).

### Voies de communication et transports
Route nationale 124 en provenance de Vic-Fezensac à l'est. Celle-ci devient, en sortant de la commune, la D 924 en direction de Manciet au nord-ouest, et la route nationale 524 en direction d'Eauze au nord.

### Risques majeurs
Le territoire de la commune d'Espas est vulnérable à différents aléas naturels : météorologiques (tempête, orage, neige, grand froid, canicule ou sécheresse) et séisme (sismicité très faible). Un site publié par le BRGM permet d'évaluer simplement et rapidement les risques d'un bien localisé soit par son adresse soit par le numéro de sa parcelle.

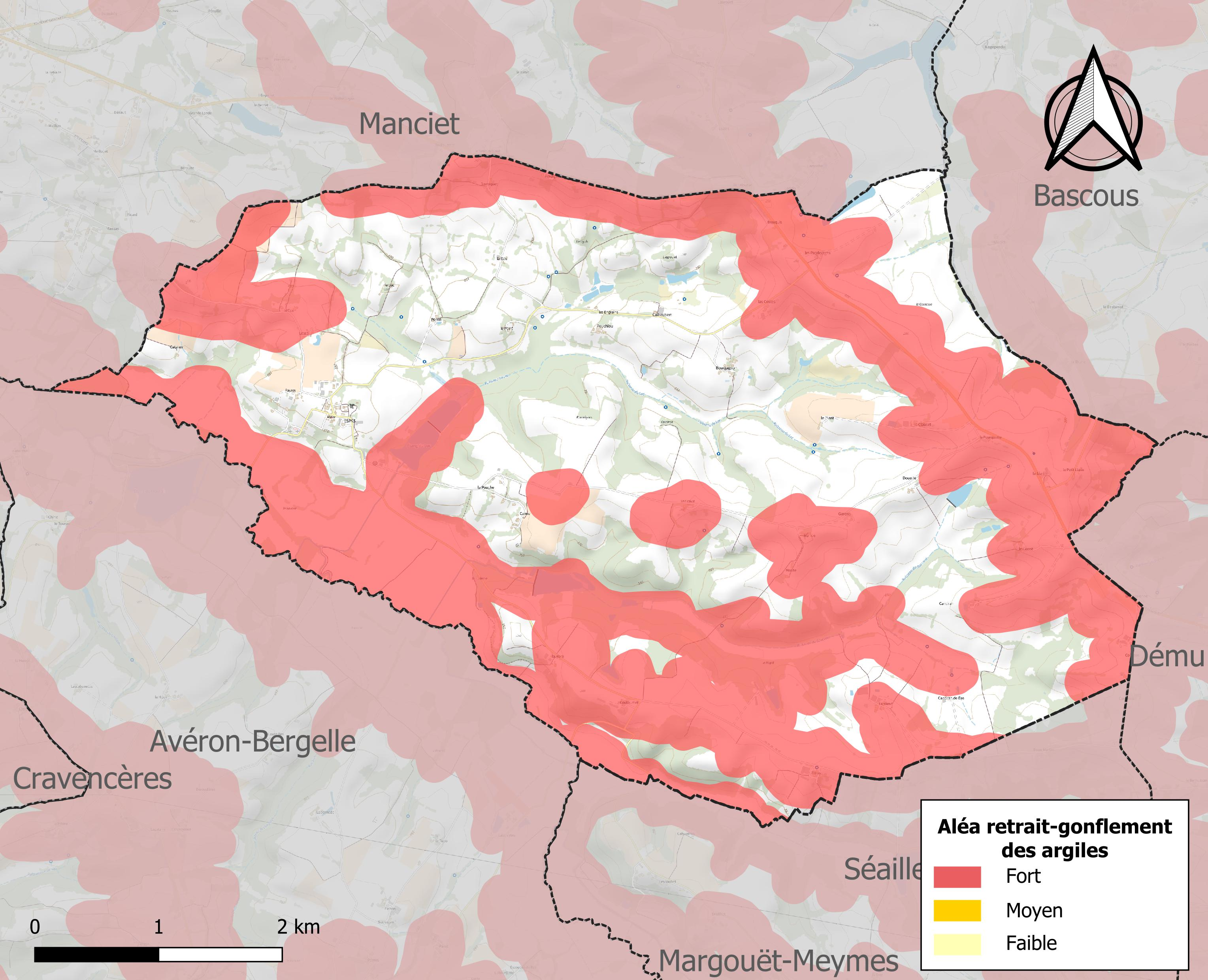
Carte des zones d'aléa retrait-gonflement des sols argileux d'Espas.

Le retrait-gonflement des sols argileux est susceptible d'engendrer des dommages importants aux bâtiments en cas d’alternance de périodes de sécheresse et de pluie. 51,8 % de la superficie communale est en aléa moyen ou fort (94,5 % au niveau départemental et 48,5 % au niveau national). Sur les 85 bâtiments dénombrés sur la commune en 2019, 35 sont en aléa moyen ou fort, soit 41 %, à comparer aux 93 % au niveau départemental et 54 % au niveau national. Une cartographie de l'exposition du territoire national au retrait gonflement des sols argileux est disponible sur le site du BRGM,.
Par ailleurs, afin de mieux appréhender le risque d’affaissement de terrain, l'inventaire national des cavités souterraines permet de localiser celles situées sur la commune.
La commune a été reconnue en état de catastrophe naturelle au titre des dommages causés par les inondations et coulées de boue survenues en 1999 et 2009. Concernant les mouvements de terrains, la commune a été reconnue en état de catastrophe naturelle au titre des dommages causés par la sécheresse en 1989 et par des mouvements de terrain en 1999.

## Politique et administration

### Liste des maires
| Période                                  | Période  | Identité       | Étiquette | Qualité |
| ---------------------------------------- | -------- | -------------- | --------- | ------- |
| mars 2001                                | En cours | Pierre Cazères | DVG       | Éleveur |
| Les données manquantes sont à compléter. |          |                |           |         |

## Population et société

### Démographie
| 1793 | 1800 | 1806 | 1821 | 1831 | 1841 | 1846 | 1851 | 1856 |
| ---- | ---- | ---- | ---- | ---- | ---- | ---- | ---- | ---- |
| 464  | 509  | 541  | 592  | 622  | 610  | 612  | 574  | 600  |

| 1861 | 1866 | 1872 | 1876 | 1881 | 1886 | 1891 | 1896 | 1901 |
| ---- | ---- | ---- | ---- | ---- | ---- | ---- | ---- | ---- |
| 609  | 579  | 569  | 510  | 556  | 509  | 476  | 463  | 460  |

| 1906 | 1911 | 1921 | 1926 | 1931 | 1936 | 1946 | 1954 | 1962 |
| ---- | ---- | ---- | ---- | ---- | ---- | ---- | ---- | ---- |
| 424  | 415  | 319  | 324  | 322  | 291  | 265  | 265  | 231  |

| 1968 | 1975 | 1982 | 1990 | 1999 | 2006 | 2007 | 2012 | 2017 |
| ---- | ---- | ---- | ---- | ---- | ---- | ---- | ---- | ---- |
| 188  | 183  | 151  | 132  | 124  | 119  | 118  | 118  | 123  |

| 2022 | - | - | - | - | - | - | - | - |
| ---- | - | - | - | - | - | - | - | - |
| 132  | - | - | - | - | - | - | - | - |

### Manifestations culturelles et festivités
Ses fêtes se déroulent habituellement le dernier week-end de juillet.

## Économie

### Emploi
|                | 2008  | 2013  | 2018  |
| -------------- | ----- | ----- | ----- |
| Commune        | 3,1 % | 5,6 % | 6,8 % |
| Département    | 6,1 % | 7,5 % | 8,2 % |
| France entière | 8,3 % | 10 %  | 10 %  |

En 2018, la population âgée de 15 à 64 ans s'élève à 59 personnes, parmi lesquelles on compte 78 % d'actifs (71,2 % ayant un emploi et 6,8 % de chômeurs) et 22 % d'inactifs,. Depuis 2008, le taux de chômage communal (au sens du recensement) des 15-64 ans est inférieur à celui de la France et du département.
La commune est hors attraction des villes,. Elle compte 24 emplois en 2018, contre 25 en 2013 et 23 en 2008. Le nombre d'actifs ayant un emploi résidant dans la commune est de 43, soit un indicateur de concentration d'emploi de 55,9 % et un taux d'activité parmi les 15 ans ou plus de 43,9 %.
Sur ces 43 actifs de 15 ans ou plus ayant un emploi, 22 travaillent dans la commune, soit 51 % des habitants. Pour se rendre au travail, 69,8 % des habitants utilisent un véhicule personnel ou de fonction à quatre roues, 2,3 % les transports en commun, 7 % s'y rendent en deux-roues, à vélo ou à pied et 20,9 % n'ont pas besoin de transport (travail au domicile).

### Activités hors agriculture

#### Secteurs d'activités
12 établissements sont implantés  à Espas au 31 décembre 2019.
Le secteur du commerce de gros et de détail, des transports, de l'hébergement et de la restauration est prépondérant sur la commune puisqu'il représente 50 % du nombre total d'établissements de la commune (6 sur les 12 entreprises implantées  à Espas), contre 27,7 % au niveau départemental.

#### Entreprises et commerces
Espas cultive la tradition et la culture gastronomique du Sud-Ouest : foie gras, armagnac.
Les revenus de ses habitants proviennent pour la majeure partie d'une économie de la terre (vignes, céréales, maïs...) et d'élevage (vaches, poulets) puisque la majeure partie de ses habitants sont des agriculteurs ou des éleveurs.

### Agriculture
La commune est dans le Bas-Armagnac, une petite région agricole occupant une partie ouest du département du Gers. En 2020, l'orientation technico-économique de l'agriculture  sur la commune est la polyculture et/ou le polyélevage.
|               | 1988  | 2000  | 2010  | 2020  |
| ------------- | ----- | ----- | ----- | ----- |
| Exploitations | 28    | 23    | 16    | 13    |
| SAU (ha)      | 1 279 | 1 140 | 1 115 | 1 000 |

Le nombre d'exploitations agricoles en activité et ayant leur siège dans la commune est passé de 28 lors du recensement agricole de 1988  à 23 en 2000 puis à 16 en 2010 et enfin à 13 en 2020, soit une baisse de 54 % en 32 ans. Le même mouvement est observé à l'échelle du département qui a perdu pendant cette période 51 % de ses exploitations,. La surface agricole utilisée sur la commune a également diminué, passant de 1 279 ha en 1988 à 1 000 ha en 2020. Parallèlement la surface agricole utilisée moyenne par exploitation a augmenté, passant de 46 à 77 ha.

## Culture locale et patrimoine

### Lieux et monuments

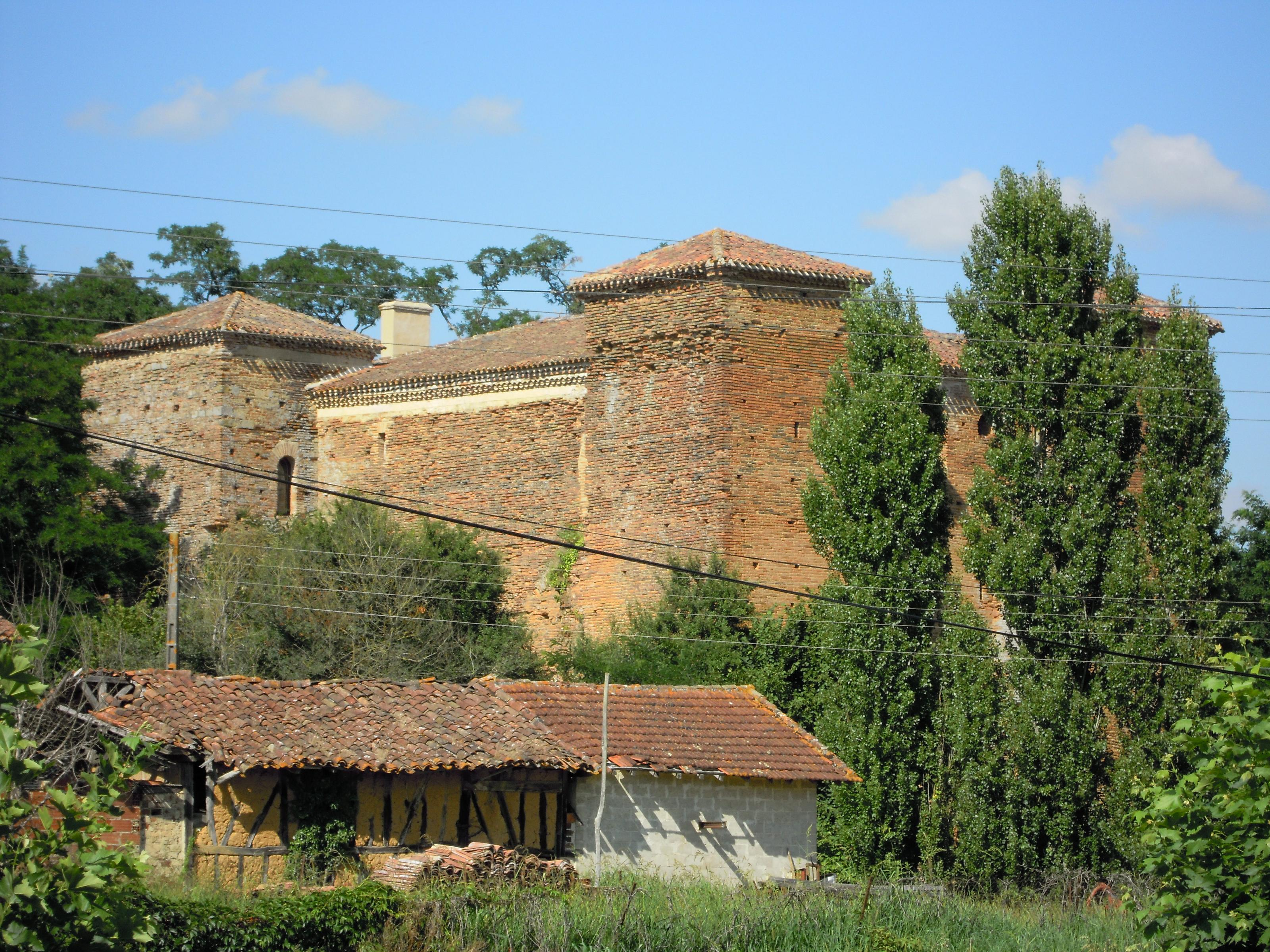
Le château d'Espas.

- Château d'Espas du XIIIe siècle classé monument historique, rénové et racheté par des particuliers.
- Église Saint-Jean-Baptiste (datant du Xe siècle).
- Un ancien couvent (habité par des particuliers).

La mairie se situe en plein cœur du village, au rez-de-chaussée du bâtiment qui était autrefois une école : école pour les garçons d'un côté, école pour les filles de l'autre (on peut d'ailleurs voir, sur les murs, les inscriptions l'indiquant). Ce même bâtiment sert aussi de salle des fêtes.